# Lake Royale
Lake Royale – jednostka osadnicza w Stanach Zjednoczonych, w stanie Karolina Północna, w hrabstwie Franklin.